# Eleições estaduais em Pernambuco em 1958
As eleições estaduais em Pernambuco em 1958 ocorreram em 3 de outubro como parte das eleições gerais no Distrito Federal, em 20 estados e nos territórios federais do Acre, Amapá, Rondônia e Roraima. Foram eleitos o governador Cid Sampaio, o vice-governador Pelópidas da Silveira, o senador Antônio de Barros Carvalho, além de 22 deputados federais e 65 deputados estaduais.
Diplomado em Química Industrial e Engenharia Civil, o governador Cid Sampaio nasceu em Recife e fez o primeiro curso na Universidade Federal de Pernambuco concluindo o outro ao transferir-se à Universidade Federal do Rio de Janeiro. De volta a Pernambuco para comandar os negócios da família no setor sucroalcooleiro, fez oposição ao interventor Agamenon Magalhães e em 1945 entrou na UDN chegando à presidência do diretório estadual. Em 1952 foi escolhido presidente do Centro das Indústrias de Pernambuco. Nesse mesmo ano divergiu de seu partido e apoiou Osório Borba na eleição extra para governador, apesar da vitória de Etelvino Lins, candidato da maioria dos partidos políticos do estado. Ao lado dos irmãos formou uma nova dissidência partidária e apoiou Cordeiro de Farias em 1954, mas romperia com o mesmo e quatro anos depois foi eleito governador do estado com o apoio da esquerda devido ao fato de ser concunhado de Miguel Arraes.
Também engenheiro civil, o vice-governador Pelópidas da Silveira nasceu no Recife e formou-se pela Universidade Federal de Pernambuco, onde lecionou. Seu nome figura dentre os fundadores do Instituto Tecnológico do Estado de Pernambuco. Exerceu o cargo de prefeito na capital pernambucana durante a maior parte de 1946 por decisão do interventor José Domingues da Silva. Membro da Esquerda Democrática, acompanhou o mesmo na criação do PSB e em 1947 perdeu a eleição para o governo do estado, mas em 1955 foi eleito prefeito do Recife.
Para senador foi eleito o agropecuarista Antônio de Barros Carvalho. Nascido em Palmares, formou-se odontólogo na Universidade Federal de Pernambuco e atuou como jornalista em órgãos de imprensa com circulação em Minas Gerais, Pernambuco e São Paulo. Assessor de Artur de Sousa Costa, ministro da Fazenda de Getúlio Vargas, foi membro da UDN e do PTB nos anos posteriores ao final do Estado Novo elegendo-se deputado federal em 1950 e 1954 e senador quatro anos depois.

## Resultado da eleição para governador
Em relação à disputa pelo governo estadual os arquivos do Tribunal Superior Eleitoral informam o comparecimento de 549.670 eleitores, dos quais 521.507 foram votos nominais ou votos válidos. Foram apurados também 14.980 votos em branco (2,72%) 13.183 votos nulos (2,40%).
| Candidatos a governador do estado | Candidatos a vice-governador | Número | Coligação                                                | Votação | Percentual |
| --------------------------------- | ---------------------------- | ------ | -------------------------------------------------------- | ------- | ---------- |
| Cid Sampaio UDN                   | Ver abaixo -                 | -      | Oposições Unidas de Pernambuco (UDN, PSB, PTB, PSP, PTN) | 309.631 | 59,37%     |
| Jarbas Maranhão PSD               | Ver abaixo -                 | -      | PSD (sem coligação)                                      | 211.876 | 40,63%     |
| Fontes:                           |                              |        |                                                          |         |            |

## Resultado da eleição para vice-governador
Em relação à disputa para vice-governador os arquivos do Tribunal Superior Eleitoral informam o comparecimento de 549.670 eleitores, dos quais 481.317 foram votos nominais ou votos válidos. Foram apurados também 52.013 votos em branco (9,46%) 16.340 votos nulos (2,97%).
| Candidatos a governador do estado | Candidatos a vice-governador | Número | Coligação                                                | Votação | Percentual |
| --------------------------------- | ---------------------------- | ------ | -------------------------------------------------------- | ------- | ---------- |
| Ver acima -                       | Pelópidas da Silveira PSB    | -      | Oposições Unidas de Pernambuco (UDN, PSB, PTB, PSP, PTN) | 277.210 | 57,59%     |
| Ver acima -                       | José Maciel PSD              | -      | PSD (sem coligação)                                      | 204.107 | 42,41%     |

## Resultado da eleição para senador
Em relação à disputa para senador os arquivos do Tribunal Superior Eleitoral informam o comparecimento de 549.670 eleitores, dos quais 475.302 foram votos nominais ou votos válidos. Foram apurados também 59.124 votos em branco (10,76%) 15.244 votos nulos (2,77%).
| Candidatos a senador da República | Primeiro suplente de senador | Número | Coligação                                                | Votação | Percentual |
| --------------------------------- | ---------------------------- | ------ | -------------------------------------------------------- | ------- | ---------- |
| Antônio de Barros Carvalho PTB    | Ver abaixo -                 | -      | Oposições unidas de Pernambuco (UDN, PSB, PTB, PSP, PTN) | 264.399 | 55,63%     |
| Apolônio Sales PSD                | Ver abaixo -                 | -      | PSD (sem coligação)                                      | 210.903 | 44,37%     |

## Resultado da eleição para suplente de senador
| Candidatos a senador da República | Primeiro suplente de senador   | Número | Coligação                                                | Votação | Percentual |
| --------------------------------- | ------------------------------ | ------ | -------------------------------------------------------- | ------- | ---------- |
| Ver acima -                       | Antônio Baltar UDN             | -      | Oposições unidas de Pernambuco (UDN, PSB, PTB, PSP, PTN) | 255.629 | 57,74%     |
| Ver acima -                       | Luiz Inácio Pessoa de Melo PSD | -      | PSD (sem coligação)                                      | 187.117 | 42,26%     |

## Deputados federais eleitos
São relacionados os candidatos eleitos com informações complementares da Câmara dos Deputados.

Representação eleita
  PSD: 10
  PTB: 5
  UDN: 4
  PDC: 1
  PSP: 1
  PL: 1

| Deputados federais eleitos | Partido | Votação | Percentual | Cidade onde nasceu      | Unidade federativa |
| Josué de Castro            | PTB     | 33.656  |            | Recife                  | Pernambuco         |
| Adelmar Carvalho           | PSD     | 29.737  |            | Olinda                  | Pernambuco         |
| Estácio Souto Maior        | PTB     | 26.772  |            | Bom Jardim              | Pernambuco         |
| João Cleofas               | UDN     | 26.348  |            | Vitória de Santo Antão  | Pernambuco         |
| Andrade Lima Filho         | PSD     | 19.949  |            | Goiana                  | Pernambuco         |
| Alde Sampaio               | UDN     | 19.129  |            | Catende                 | Pernambuco         |
| Petronilo Santa Cruz       | PSD     | 17.287  |            | Recife                  | Pernambuco         |
| Clélio Lemos               | PSD     | 16.676  |            | Recife                  | Pernambuco         |
| Etelvino Lins              | PSD     | 16.325  |            | Sertânia                | Pernambuco         |
| Aderbal Jurema             | PSD     | 16.161  |            | João Pessoa             | Paraíba            |
| José Lopes                 | PTB     | 15.853  |            | Ribeirão                | Pernambuco         |
| Nilo Coelho                | PSD     | 15.820  |            | Petrolina               | Pernambuco         |
| Bezerra Leite              | PTB     | 15.682  |            | Bonito                  | Pernambuco         |
| Lamartine Távora           | PTB     | 15.417  |            | Orobó                   | Pernambuco         |
| Armando Monteiro Filho     | PSD     | 15.254  |            | Recife                  | Pernambuco         |
| Milvernes Lima             | PSD     | 15.175  |            | Curaçá                  | Bahia              |
| Barbosa Lima Sobrinho      | UDN     | 14.218  |            | Recife                  | Pernambuco         |
| Luís Dias Lins             | UDN     | 13.817  |            | Recife                  | Pernambuco         |
| Geraldo Guedes             | PL      | 12.732  |            | Caruaru                 | Pernambuco         |
| Gileno de Carli            | PSD     | 12.703  |            | Recife                  | Pernambuco         |
| Arruda Câmara              | PDC     | 12.356  |            | Afogados da Ingazeira   | Pernambuco         |
| Osvaldo Lima Filho         | PSP     | 11.816  |            | Cabo de Santo Agostinho | Pernambuco         |

## Deputados estaduais eleitos
Estavam em jogo as 65 cadeiras da Assembleia Legislativa de Pernambuco.

Representação eleita
  PSD: 17
  PTB: 13
  PRT: 10
  PST: 8
  UDN: 7
  PDC: 2
  PSP: 2
  PSB: 2
  PR: 2
  PRP: 1
  PTN: 1

Fonteː
| Deputados estaduais eleitos             | Partido | Votação | Percentual | Cidade onde nasceu   | Unidade federativa |
| Alcides Teixeira                        | PST     | 11.391  |            | Recife               | Pernambuco         |
| Fábio Corrêa de Oliveira Andrade        | PSD     | 5.946   |            | Escada               | Pernambuco         |
| Osvaldo Coelho                          | PSD     | 5.630   |            | Juazeiro             | Bahia              |
| José Marques de Sá                      | PSD     | 5.474   |            | Braga                | Portugal           |
| Elpídio de Noronha Branco               | PSD     | 5.324   |            | Igarassu             | Pernambuco         |
| Paulo Guerra                            | PSD     | 5.311   |            | Nazaré da Mata       | Pernambuco         |
| Olímpio de Souza Ferraz                 | PRT     | 4.975   |            | Dormentes            | Pernambuco         |
| Suetone Alencar                         | PSD     | 4.862   |            | Salgueiro            | Pernambuco         |
| José Francisco de Melo Cavalcanti       | PSD     | 4.801   |            | Recife               | Pernambuco         |
| Antônio Dourado                         | PSD     | 4.796   |            | Nazaré da Mata       | Pernambuco         |
| João Ferreira Lima                      | PTB     | 4.684   |            | Nazaré da Mata       | Pernambuco         |
| Drayton Nejaim                          | PSP     | 4.520   |            | Caruaru              | Pernambuco         |
| Tabosa de Almeida                       | PSD     | 4.479   |            | Caruaru              | Pernambuco         |
| Francisco de Morais Heráclito           | PSD     | 4.460   |            | Limoeiro             | Pernambuco         |
| Irineu de Pontes Vieira                 | PSD     | 4.418   |            | Caruaru              | Pernambuco         |
| Eudes Olavo de Sena Costa               | PSD     | 4.412   |            | Terra Nova           | Pernambuco         |
| Miguel Caitano Monteiro Santos          | PSD     | 4.373   |            | Serra Talhada        | Pernambuco         |
| Antonio Luiz da Silva Filho             | PDC     | 4.350   |            | Recife               | Pernambuco         |
| Audálio Tenório de Albuquerque          | PSD     | 4.209   |            | Verdejante           | Pernambuco         |
| José Mixto de Oliveira                  | UDN     | 4.188   |            | Lagoa de Itaenga     | Pernambuco         |
| Felipe Coelho                           | UDN     | 4.161   |            | Ouricuri             | Pernambuco         |
| Salviano Machado Filho                  | UDN     | 3.818   |            | Frei Miguelinho      | Pernambuco         |
| Edson Lustosa Cantarelli                | PST     | 3.801   |            | Floresta             | Pernambuco         |
| Inácio Mariano Valadares Filho          | UDN     | 3.800   |            | São José do Egito    | Pernambuco         |
| Padre Luiz Wanderley Simões             | PSD     | 3.779   |            | Ouricuri             | Pernambuco         |
| Augusto Novaes                          | PRT     | 3.778   |            | Escada               | Pernambuco         |
| Orlando da Cunha Parahym                | PSD     | 3.766   |            | São Lourenço da Mata | Pernambuco         |
| Ivan de Andrade Moury Fernandes         | UDN     | 3.748   |            | Moreilândia          | Pernambuco         |
| Rivaldo Allain Ferreira Teixeira        | PRT     | 3.738   |            | Orocó                | Pernambuco         |
| Almany de Sá Barreto Sampaio            | PRT     | 3.727   |            | Recife               | Pernambuco         |
| Antônio Cavalcanti Neves                | PTB     | 3.719   |            | Itambé               | Pernambuco         |
| Metódio de Godoy Lima                   | PSD     | 3.651   |            | Itapetim             | Pernambuco         |
| Adauto José de Melo                     | UDN     | 3.642   |            | Ibirajuba            | Pernambuco         |
| Severino Cunha Primo                    | PRT     | 3.619   |            | Areia                | Paraíba            |
| Argemiro Pereira de Menezes             | PTB     | 3.598   |            | Serra Talhada        | Pernambuco         |
| Constantino Carneiro Maranhão           | PTB     | 3.555   |            | Moreno               | Pernambuco         |
| Luís Wilson                             | PTB     | 3.534   |            | Serra Talhada        | Pernambuco         |
| Dídimo Gonçalves Guerra                 | PRT     | 3.525   |            | Sairé                | Pernambuco         |
| Sérgio Murilo                           | PRT     | 3.481   |            | Carpina              | Pernambuco         |
| José Marques da Silva                   | PRT     | 3.467   |            | Arapiraca            | Alagoas            |
| Paulo Viana de Queiroz                  | PST     | 3.409   |            | Bonito               | Pernambuco         |
| Ovídio Borba Duarte                     | PTB     | 3.379   |            | Serraria             | Paraíba            |
| Luiz de Franca Cavalcanti da Costa Lima | PTB     | 3.334   |            | Igarassu             | Pernambuco         |
| Clóvis Corrêa de Oliveira Andrade       | PRT     | 3.325   |            | Recife               | Pernambuco         |
| Otávio Correia de Araújo                | PTB     | 3.265   |            | Cabaceiras           | Paraíba            |
| Francisco Julião                        | PSB     | 3.216   |            | Bom Jardim           | Pernambuco         |
| Inaldo Ivo Lima                         | PSB     | 3.178   |            | Angelim              | Pernambuco         |
| Ruy Rufino Alves                        | PR      | 3.150   |            | Santa Cruz           | Pernambuco         |
| Luiz Souto Dourado                      | PST     | 3.141   |            | Garanhuns            | Pernambuco         |
| Francisco Sampaio Filho                 | UDN     | 3.127   |            | Salgadinho           | Pernambuco         |
| Nivaldo Machado                         | PR      | 3.103   |            | Olinda               | Pernambuco         |
| Antônio Corrêa de Oliveira Andrade      | PDC     | 3.089   |            | Goiana               | Pernambuco         |
| Murilo Barros Costa Rêgo                | PTB     | 3.055   |            | Recife               | Pernambuco         |
| Otávio Gonçalves da Silva               | PTB     | 3.055   |            | Mirandiba            | Pernambuco         |
| Wilson Florentino Santana               | PRT     | 2.973   |            | Flores               | Pernambuco         |
| José Gomes de Sá                        | PTB     | 2.932   |            | Sousa                | Paraíba            |
| José Heleno da Veiga Seixas             | PTB     | 2.926   |            | Poção                | Pernambuco         |
| Francisco Alberto Moreira Falcão        | PTB     | 2.895   |            | Bom Conselho         | Pernambuco         |
| José Bezerra Alves                      | PST     | 2.717   |            | Belo Jardim          | Pernambuco         |
| Luís de Andrade Lima                    | PTN     | 2.665   |            | Quixaba              | Pernambuco         |
| Joaquim Galindo de Assis                | PST     | 2.655   |            | Alagoinha            | Pernambuco         |
| Elias Libânio Silva Ribeiro             | PST     | 2.573   |            | Agrestina            | Pernambuco         |
| Augusto Lucena                          | PSP     | 2.427   |            | Guarabira            | Paraíba            |
| Luis Lócio de Miranda                   | PST     | 2.113   |            | Jardim               | Ceará              |
| José Inácio da Silva                    | PRP     | 2.012   |            | Juazeiro             | Bahia              |